# اوریا هال
اوریا هال (انگلیسی: Uriah Hall؛ زادهٔ ۳۱ ژوئیهٔ ۱۹۸۴) ورزشکار هنرهای رزمی ترکیبی و کاراته‌کا اهل ایالات متحده آمریکا است. وی از سال ۲۰۰۵ میلادی تاکنون مشغول فعالیت بوده‌است.